# Chuyện nữ tiếp viên hàng không
Chuyện nữ tiếp viên hàng không (tiếng Nhật: スチュワーデス物語) là một bộ phim tâm lý do Yasuzô Masumura và Toshiaki Kunihara đạo diễn, ra mắt lần đầu năm 1983 tại Nhật Bản, và phát sóng tại Việt Nam trên kênh VTV1 vào các tối thứ hai hàng tuần trong năm 1996 với sự đồng hành của hãng Kao Việt Nam.

## Lịch sử
Truyện phim dựa theo tiểu thuyết cùng tên của tác giả Yusuke Fukada.

## Nội dung
Truyện phim kể về một cô gái trẻ với ngoại hình nhỏ nhắn và dễ thương Matsumoto Chiaki (Hori Chiemi). Điểm đáng chú ý của cô gái này là một người vụng về, hậu đậu và có phần chậm chạp, bạn bè cũng đặt cho cô biệt danh là rùa. Thế mà cô lại mơ ước trở thành nữ tiếp viên hàng không - một nghề đòi hỏi những đức tính hoàn toàn trái ngược với Chiaki.
Matsumoto Chiaki xuất thân trong một gia đình mà bố cô đã qua đời từ khi Chiaki còn nhỏ, mẹ tái giá với một người đàn ông khác và trở thành dượng của cô, một người cha vũ phu và gia trưởng. Từ nhỏ, Chiaki đã có ươc mơ sau này trở thành một nữ tiếp viên cho JAL mặc dù gia đình cô thì ra sức phản đối vì cho rằng nghề đó không phù hợp với con người như Chiaki.
Nhưng bất chấp sự can ngăn của cả gia đình, Chiaki vẫn ghi danh vào học viện Hàng không Nhật Bản, nơi cô dính tiếng sét ái tình và đem lòng yêu chàng thầy giáo trẻ, điển trai Murasawa Hiroshi (Kazama Morio) đồng thời là quản lý của Học viện này. Hiroshi vốn đã có đính ước với Shindo Mariko (Katahira Nagisa), con gái ngài chủ tịch hội đồng quản trị JAL.
Murasawa ngay từ đầu đã có ấn tượng bởi vẻ ngây thơ và có vẻ ngô nghê của cô gái trẻ Chiaki, nhưng anh luôn tỏ ra lạnh lùng và thờ ơ với Chiaki. Anh luôn tìm cách tạo ra nhiều những tình huống và thách thức khó khăn, khắc nghiệt nhất dành cho cô học trò vốn chậm chạp và ngờ ngệch này. Thế rồi giữa hai người họ cũng phát sinh tình cảm yêu đương sau những tháng ngày cả hai cùng sát cánh bên nhau trong suốt khóa học.
Trong quá trình học tập ở đây, Chiaki vốn chậm chạp và vụng về đã gặp phải không ít khó khăn cũng như thách thức mà bình thường vốn đã không hề đơn giản đối với những người bạn khác của cô. Ở JAL, Chiaki phải học bơi, nâng cao sức khỏe, giao tiếp, tiếng Anh, sơ cứu… Những hoạt động trên lớp cũng như các khóa học đã đem hai con người Chiaki và Hiroshi đến gần với nhau hơn. Hiroshi luôn là người tận tình chỉ bảo vào bên cạnh để giúp đỡ Chiaki.
Thế nhưng, chuyện tình cảm của họ đã gặp phải sự ghen ghét và hận thù của người đã từng đính ước với anh là Mariko. Cô từng bị tai nạn và đó là lý do mà cô mất 10 ngón tay, thường xuyên phải đeo găng để che giấu khuyết điểm đó trên cơ thể. Ngoài ra, mối tình của Chiaki và Hiroshi còn gặp phải sự cản trở của người cha dượng quái ác và ngược đãi của Chiaki.
Trước bao nhiêu khó khăn cũng như thử thách, nhưng với tình yêu mãnh liệt cũng như nghị lực phi thường và đầy quyết tâm được truyền từ Murasawa Hiroshi cũng như những người bạn tốt bụng trong lớp, Chiaki cũng đã vượt qua được và giành được tình yêu cũng như đạt được ước mơ là trở thành một nữ tiếp viên hàng không xuất sắc, tìm được hạnh phúc riêng cho cuộc sống của cô.

## Ê-kíp
- Âm nhạc: Shunsuke Kikuchi
- Âm thanh: Hideo Sasaki

| Diễn viên        | Thủ vai          |
| ---------------- | ---------------- |
| Hori Chiemi      | Matsumoto Chiaki |
| Kazama Morio     | Murasawa Hiroshi |
| Katahira Nagisa  | Shindo Mariko    |
| Mio Takaki       | Nobuko Ishida    |
| Senri Yamazaki   | Sayaka Kinoshita |
| Sayaka Kinoshita | Ryuta Kakino     |
| Yôko Akino       | Satoko Hiyama    |
| Hiroyuki Nagato  | Dượng Chiaki     |
| Kazuko Yoshiyuki | Mẹ Chiaki        |
| Yasuko Haru      | Kaneko Ikeda     |
| Marumi Shiraishi | Tomoko Nakajima  |
| Futami Matsuoka  | Katsumi Ochiai   |

## Hậu trường
- Một số giảng viên huấn luyện trong phim đều là những giảng viên thật của JAL và có nhiều kinh nghiệm trong việc đào tạo - tập huấn các tiếp viên hàng không cho hãng này.
- Xuất hiện ở đầu mỗi tập phim là hình ảnh chiếc máy bay Boeing 747 - 246B của hãng Japan Airlines với số hiệu đăng ký JA 8105 và thường được dùng trong những năm 1971. Sau 28 năm sử dụng, chiếc Boeing này đã được bán vào năm 1999 và hiện tại đang được cất giữ trong kho lưu trữ ở Mỹ với số hiệu N741 LA.
- Nhiều câu nói của các nhân vật trong phim đã trở thành khẩu ngữ quen thuộc ở Việt Nam, điển hình là câu "cố lên Chiaki".

### Nhạc phim
- Ca khúc chủ đề trong phim là What a feelin và ca khúc cuối phim là Star Tanjou again do nữ ca sĩ Momoe Yamaguchi thể hiện.